# Obrioclytus rotundooculatus
Obrioclytus rotundooculatus är en skalbaggsart som först beskrevs av Karl Adlbauer 1997.  Obrioclytus rotundooculatus ingår i släktet Obrioclytus och familjen långhorningar. Inga underarter finns listade i Catalogue of Life.